# ヒサヤ大黒堂

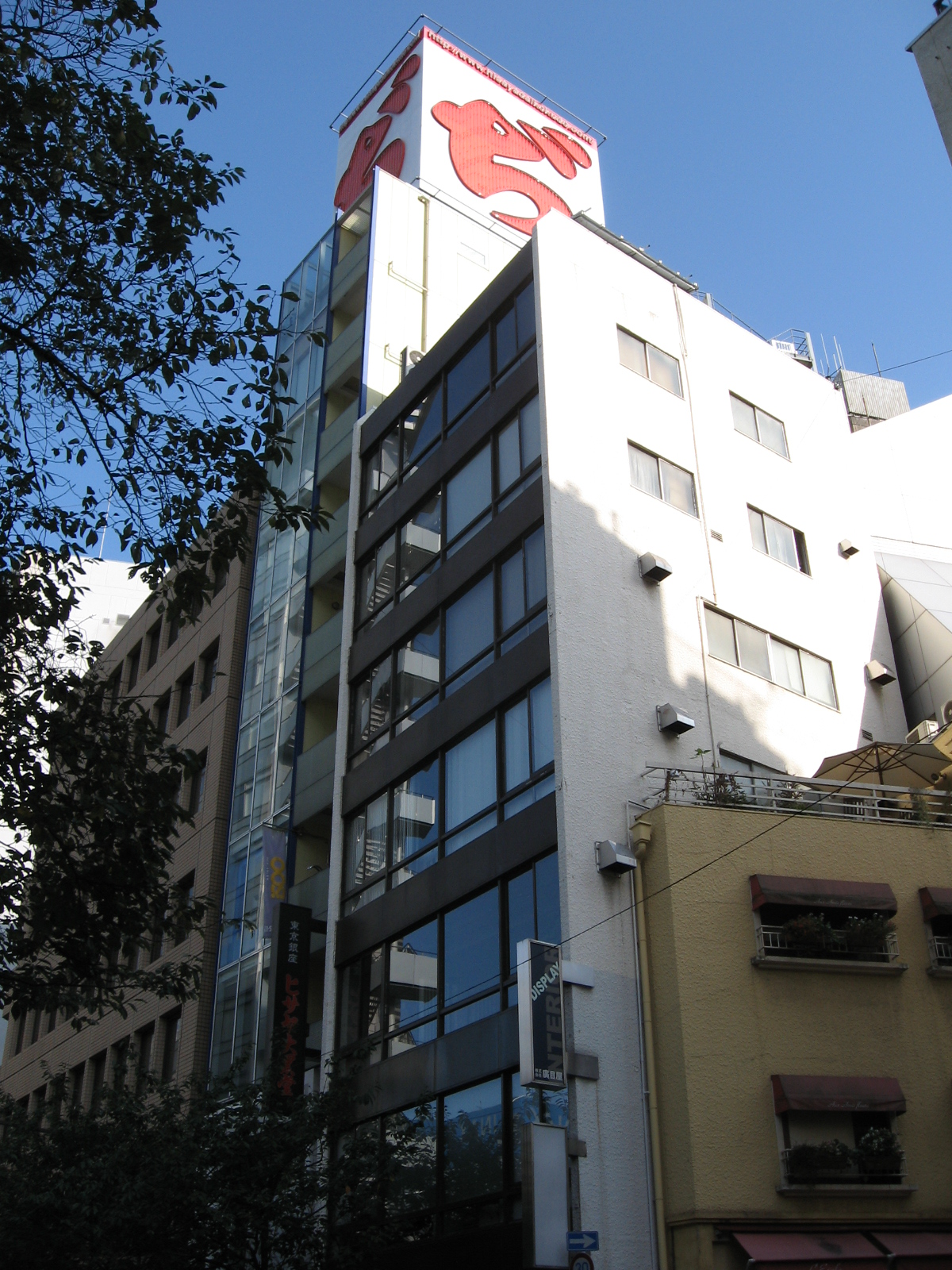
ヒサヤ大黒堂東京銀座薬寮

株式会社ヒサヤ大黒堂（ヒサヤだいこくどう）は、日本の製薬業。痔疾専門の医薬品貼付薬「不思議膏」及び内服薬の「金鵄丸」が主商品。本社は、大阪府大阪市中央区北浜2丁目。痔薬専門会社として有名であり、平仮名の「ぢ」をモチーフとした看板と広告で知られる。

## 概要
1611年（慶長16年）、三河国西尾（現・愛知県西尾市）に永田久右衛門が創業。当主（20代目堂主）は永田久継。
おもに痔の薬を製造・販売しているが薬局・薬店での販売は行わず、通信販売や「薬寮」と呼ばれる自社店舗での頒布を行っている。長年にわたり新聞各紙にも簡単な痔疾の解説、あるいは個人相談担当医師の挨拶文と、少量の軟膏と内服薬をセットにしたサンプルを無料進呈する旨の広告を出している。
創業以来、家伝の門外不出の秘薬として一子相伝されてきたが、1807年（文化4年）、7代目堂主の永田久七によって不思議膏の一般頒布が始められ、その際に時の西尾藩主より「久屋（ひさや）」の屋号を賜る。第17代堂主主国太郎が明治政府公認の売薬許可を取得し、痔疾専門の医薬品製造並びに直接販売にかかわる法人「ヒサヤ大黒堂」として現在に至る。
昭和初期に創業の地であった西尾より、大阪・北浜に移転した。合資会社ヒサヤ製薬を経て、1960年代後半に株式会社ヒサヤ大黒堂となった。

## 商品

### 不思議膏（軟膏）
朝鮮人参、大黄、甘草、桂皮などからなる8つの生薬を配合。
- 効果・効能
  - 痔疾・うちみ・切傷・神経痛

### 金鵄丸（内服薬）
朝鮮人参をはじめ、桂皮、大黄など17種の生薬が使われている。1日に3回（食間と就寝前）、水か白湯で一回に10粒をめどにご服用。
- 効果・効能
  - 痔痛・痔出血・掻痒症・痔瘡・便秘・痔腫症

## 店舗
ヒサヤ大黒堂の店名は「○○薬寮」（○○には地名が入る）と表記する。

### 現在営業中の店舗
- 東京銀座薬寮（東京都中央区）
- 大阪北浜薬寮（大阪市中央区）

### 過去に存在した店舗
- ヒサヤ大黒堂玄武会館（大阪市中央区北浜）
- 札幌薬寮（札幌市中央区）
- 仙台薬寮（仙台市青葉区）
- 東京中央八重洲店（東京都中央区）
- 東京上野店（東京都台東区）
- 名古屋薬寮（名古屋市中区）
- 大阪梅田薬寮（大阪市北区）
- 広島薬寮（広島市中区）
- 博多薬寮（福岡市博多区）
- 香港店

## 苦楽園祖心堂修治道場
ヒサヤ大黒堂苦楽園祖心堂修治道場 - 東条湖畔の高台に建つ寺院風建築。通信販売用パンフレットには、この場所で水行をし不思議膏を手作りで製造する僧侶姿の永田久継の写真が使用されていた。

## その他
「痔」のふりがなは現代仮名遣いでは「じ」であるが、ヒサヤ大黒堂では江戸期以来、歴史的仮名遣（字音仮名遣）の「ぢ」を用いている。
屋外広告や新聞広告などによる圧倒的なインパクトから、ひらがなの「ぢ」が痔あるいはヒサヤ大黒堂を連想させている例が多く、一例としてはビートたけし（北野武）、トータス松本（ウルフルズ）、ユースケ・サンタマリアが出演していた音楽バラエティ番組『新橋ミュージックホール』（よみうりテレビ）において、「ぢ・大黒堂」というグループ名でCDを出したことが挙げられる（ヒサヤ大黒堂とは無関係）。なおグループ名の由来は、バンド名に多く使われる冠詞の「the」から着想を得て、そこから「the」→「ぢ（痔）」と連想した物だという。
香港のビクトリア・ハーバー（香港島サイド）に「ぢ」と記されたネオン看板を出していたことでも有名であったが、この看板は1990年代初頭に撤去されている。